# 8687 Caussols
8687 Caussols (1992 PV) là một tiểu hành tinh vành đai chính được phát hiện ngày 8 tháng 8 năm 1992 bởi E. W. Elst ở Caussols.